# Antiochos VIII
Pour les articles homonymes, voir Antiochos et Callinicos.
Antiochos VIII Philométor (« Qui aime sa mère »), puis Callinicos (le « Beau Vainqueur ») et Épiphane  (l'« Illustre »), dit aussi Grypos (« Au nez crochu ») ou le Griffon est un roi séleucide qui règne sur la Syrie de 126/125 à 96 av. J.-C., seul de 126/125 à 114, puis conjointement avec son frère utérin Antiochos IX de 114 à 96.

## Biographie

### Accession au trône
Fils cadet de Démétrios II et de Cléopâtre Théa, il est né vers 142/140. Son enfance est mal connue : sa mère l'aurait envoyé étudier à Athènes. Vers 125, elle le place sur le trône après avoir fait tuer son frère aîné, Séleucos V qui aurait pu vouloir se venger de la mort de Démétrios II. Il subit l'influence de sa mère, prenant significativement le surnom de Philométor (« Qui aime sa mère »). Sur les monnaies, le profil de Cléopâtre Théa apparaît superposé à celui de son fils, contrairement à la tradition.
Réconciliés avec Ptolémée VIII, Cléopâtre Théa et Antiochos VIII réussissent à se débarrasser de l'usurpateur Alexandre II Zabinas, tué vers 123/122. Antiochos VIII épouse sa cousine Cléopâtre Tryphène, fille de Ptolémée VIII. En environ douze ans de mariage, elle lui donne probablement six enfants.
Cependant, Antiochos VIII manifeste un désir d'indépendance qui inquiète sa mère. On ne sait exactement lequel, de la mère ou du fils, a tenté d'assassiner l'autre le premier. Selon la tradition, elle lui aurait présenté une coupe empoisonnée au retour de la chasse. Informé, Antiochos VIII l'aurait obligée à la boire (v. 121). Ce drame a inspiré Corneille pour sa tragédie Rodogune. Cette histoire trouve peut-être son origine dans l'intérêt porté par Antiochos VIII à la science des poisons. Antiochos abandonne le nom de Philométor pour prendre les noms de Callinicos et d'Épiphane. Il se montre pourtant incapable d'enrayer la progression des Parthes en Mésopotamie ou l'émancipation des villes syro-phéniciennes. La Commagène ayant fait sécession, il doit accorder au nouveau roi Mithridate la main de sa fille Laodicé VII.
Méprisé par ses sujets, il est un roi indolent, desservi par sa laideur (son nez crochu lui vaut le surnom de Grypos) et son embonpoint. Il pratique la poésie et le mécénat[réf. nécessaire].

### Guerre fratricide
Vers 114 av. J.-C., Antiochos VIII est menacé par son frère utérin, Antiochos IX. Fils de Cléopâtre Théa et d'Antiochos VII, Antiochos IX a vécu exilé à Cyzique, d'où son surnom de Cyzicène. On ne sait lequel des deux frères a pris l'initiative des hostilités. Selon une version, Antiochos VIII aurait tenté d'empoisonner préventivement son frère. Marié à Cléopâtre IV, la sœur de Cléopâtre Tryphaena, Antiochos IX réussit à le déloger d'Antioche (v. 113). Antiochos VIII se réfugie provisoirement dans la ville d'Aspendos (d'où le surnom qui lui est parfois donné d'Aspendien)., il chasse son frère. Capturée à Antioche, Cléopâtre IV est exécutée en 112 sur ordre de sa sœur Cléopâtre Tryphaena. L'année suivante, Cléopâtre Tryphaena est capturée et exécutée à son tour par Antiochos IX.
La guerre entre les deux frères, se prolongeant encore une quinzaine d'années, achève de ruiner la dynastie séleucide. L'intervention des Lagides dans les querelles séleucides complique la situation. Vers 103, pour mieux lutter contre son fils Ptolémée IX allié à Antiochos IX en Cœlé-Syrie, la reine-mère Cléopâtre III intervient en faveur de Antiochos VIII, son ancien gendre, et lui accorde la main de sa fille Cléopâtre V Séléné. Antiochos VIII est bien incapable de venir en aide à sa belle-mère qui doit regagner Alexandrie.
Une inscription de l'année 109 révèle qu'Antiochos VIII a accordé la liberté à Séleucie de Piérie pour mieux l'attacher à son parti.
Antiochos VIII est tué en 96 à Antioche lors d'une émeute suscitée contre lui par son ministre Héracléon.

## Généalogie
Antiochos VIII s'est marié deux fois :
- Il épouse vers 123 av. J.-C. Cléopâtre Tryphaena qui lui donne[4] :
  - Laodicé VII, épouse de Mithridate Ier de Commagène ;
  - Séleucos VI, roi de 96 à 95 ;
  - Démétrios III, roi 95 à 88, en conflit avec ses frères Antiochos XI et Philippe ;
  - Antiochos XI, roi 95 à 94 ;
  - Philippe Ier Philadelphe, frère jumeau du précédent, roi séleucide de 95 à 83 ;
  - Antiochos XII Dionysos, roi 87 à 84.
- Après un vraisemblable célibat de huit ans, il épouse vers 103 Cléopâtre V Séléné avec laquelle il n'a pas eu d'enfant.